# مرصد أويزومي الفلكي
مرصد أويزومي الفلكي (بالإنجليزية: Ōizumi Observatory)‏ (رمز: ob: 411) هو مرصد فلكي خاص، يقع في مدينة أويزومي، محافظة غونما، اليابان.
اكتشف تاكاو كوباياشي، وهو أحد العاملين في المرصد، العديد من الكواكب الصغيرة منذ تأسيس المرصد، حيث اكتشفت كوباياشي 1200 كوكب صغير، ومواقعها باستخدام تلسكوب 10 بوصات (250 ملم).
مرصد أيزومي كالعديد من المراصد الأخرى، يقع في مكان هادئ نسبيًا.